# Banjo-Kazooie: Nuts & Bolts
Banjo-Kazooie: Nuts & Bolts é um jogo eletrônico de ação-aventura desenvolvido pela Rare e publicado pela Microsoft Game Studios. É o quinto título da série Banjo-Kazooie e foi lançado em novembro de 2008 para Xbox 360. O jogo se passa oito anos após os eventos de Banjo-Tooie, e marca o retorno da antagonista Gruntilda, que planeja assumir o controle da Spiral Mountain. Para derrotar Gruntilda, os protagonistas Banjo e Kazooie devem competir em uma série de desafios com veículos.
O jogo gira principalmente em torno da construção de veículos, no qual o jogador deve projetar veículos personalizados, incluindo automóveis, motocicletas, barcos e aviões. A jogabilidade em si é centrada em completar uma série de desafios dependendo do veículo específico, embora algumas partes do jogo mantenham características de plataforma. Seu desenvolvimento começou como um remake do primeiro Banjo-Kazooie, embora um título que envolvesse elementos de plataforma "mais tradicionais" tenha sido conceituado. Eventualmente, o projeto evoluiu para um jogo orientado para a construção que foi inspirado pela conexão de blocos Lego.
Nuts & Bolts recebeu críticas geralmente positivas após o seu lançamento. Os críticos ficaram amplamente divididos sobre o conceito de jogabilidade orientado para a construção de veículos, embora alguns deles tenham elogiado sua mecânica e inovação. O jogo vendeu um total de 140 mil unidades até o final de 2008 nos Estados Unidos. Também alcançou o status "Platinum Hits", que significa que vendeu pelo menos 400 mil unidades durante os primeiros nove meses de lançamento. Em 2010, o jogo foi constado no livro 1001 Videogames Para Jogar Antes de Morrer. Também foi incluído na compilação Rare Replay, lançada para Xbox One em 2015.

## Jogabilidade

Uma imagem estática da jogabilidade de Nuts & Bolts. O radar no canto inferior direito exibe a posição atual do jogador no mundo

A jogabilidade de Banjo-Kazooie: Nuts & Bolts gira principalmente em torno da construção de veículos; o jogador deve construir seus próprios veículos após a coleta de peças específicas. Em contraste com seus predecessores, não há "movimentos" convencionais para Banjo e Kazooie usarem, além dos ataques corpo a corpo que Kazooie executava com sua chave inglesa. O mundo central do jogo é a Showdown Town, que contém vários portais que levam a cinco mundos distintos e, no final do jogo, a Spiral Mountain. Cada mundo contém seis "atos" e distintos cenários que incluem diferentes desafios e personagens. Um dos objetivos principais do jogo é ganhar "Jiggies" para desbloquear novos mundos e, finalmente, a Spiral Mountain, que contém o chefe final.
O centro de Showdown Town abriga a fábrica do Lord of Games, que distribui "game globes" sempre que uma certa quantidade de Jiggy é atingida. Colocar os globes em suportes especiais abre novos mundos do jogo. Cada mundo apresenta um conjunto de desafios, que variam entre corridas, combates e objetivos como o salto em ziguezague. O jogo também apresenta combate veicular; jogadores podem equipar armas em seus veículos para uso contra oponentes. Aqueles que ultrapassarem a melhor pontuação de um desafio serão recompensados com um troféu; coletar quatro troféus vai dar a eles um Jiggy adicional de Trophy Thomas. Cada Jiggy extraído das fases aparece em unidades de coleta "Jig-o-Vend" espalhadas em caixas ao redor da Showdown Town. O jogador deve vender os Jiggies e carregá-los fisicamente para o dispositivo central "Jiggy Bank" para afetar o total de Jiggies. A Showdown Town também abriga a Mumbo's Motors, uma oficina na qual o jogador pode criar e projetar seus próprios veículos.
Os veículos desempenham um papel proeminente no jogo, substituindo os movimentos e habilidades apresentados em seus antecessores. Os veículos podem ser construídos livremente pelo jogador a partir de mais de 1600 componentes diferentes disponíveis, como painéis da carroceria, motores, rodas, asas, hélices, tanques de combustível e armas. Os tipos de veículos incluem automóveis, motocicletas, barcos e aviões. Para criá-los, o jogador deve coletar peças de veículos e plantas, que podem ser encontradas espalhadas por todo o mundo do jogo ou conquistadas ao vencer desafios específicos. O jogador também pode comprar plantas predefinidas e peças de veículos de Humba Wumba na Showdown Town. Os jogadores já foram capazes de enviar e receber blueprints através da Xbox Live, mas os servidores para isso foram desligados desde então.

Uma imagem estática da construção de um veículo em andamento. O jogador pode alocar recursos como tanques de combustível e motores para qualquer veículo

O jogo mantém algumas características de plataforma; o jogador pode desembarcar de um veículo e explorar o mundo de maneira semelhante à dos jogos anteriores. A pé, a dupla pode se agarrar em bordas, nadar debaixo d'água, se equilibrar em cordas bambas e realizar saltos básicos. A chave inglesa de Kazooie também pode ser usada como uma arma corpo a corpo fora do veículo. Os poderes de ataque e agilidade a pé de Banjo e Kazooie são limitados no início, mas a dupla pode atualizar sua velocidade, resistência e força visitando a Boggy's Gym em Showdown Town. Espalhadas pelos seis mundos do jogo estão as notas musicais, que servem como moeda para que o jogador possa comprar certos itens, como plantas, peças e acesso a veículos avançados. As notas musicais variam em valor conforme determinado por suas cores (ouro, prata ou bronze). Nuts & Bolts também apresentava um modo multijogador on-line; os jogadores eram capazes de competir em desafios como corridas e combates na Xbox Live.
Nuts & Bolts apresenta um conteúdo bônus desbloqueável através do uso da "Stop 'N' Swop", um recurso introduzido pela primeira vez no primeiro Banjo-Kazooie. Ao coletar os seis Mystery Eggs e Ice Key no relançamento para Xbox Live Arcade de Banjo-Kazooie, os jogadores eram capazes de encontrar caixas de peças de veículos especiais no mundo superior de Nuts & Bolts, para serem usadas a fim de desbloquear peças de veículos novas, como uma bola de discoteca ou dados difusos. Ao usar os itens da Stop 'N' Swop na versão de Xbox Live Arcade de Banjo-Tooie, os jogadores que compraram a DLC "[Lord of Games] L.O.G.'s Lost Challenges" ganharam acesso a sete plantas de veículos adicionais criadas por fãs que venceram um concurso de projeção de blueprint realizado pela Rare.

## Enredo
O jogo se passa oito anos após o final de Banjo-Tooie, no qual o corpo de Gruntilda foi destruído por Banjo e Kazooie. Desde então, os dois se tornaram preguiçosos e fora de forma por conta da ausência de novas aventuras. A cabeça de Gruntilda retorna à sua casa na Spiral Mountain desejando vingança, mas os três são interrompidos pelo súbito aparecimento de Lord of Games (L.O.G.), o criador de todos os jogos. Ele decide resolver o conflito entre os dois criando uma série de mundos e desafios. Ele usa seus poderes para dar a Gruntilda um corpo artificial e restaurar a forma física da dupla, mas não seus movimentos dos títulos anteriores, alegando que não vão precisar deles.
L.O.G. transporta os personagens para seu quartel-general em Showdown Town e inicia o concurso. O prêmio é a propriedade da Spiral Mountain, enquanto o perdedor deve passar por dificuldades eternas na fábrica de jogos de L.O.G. Enquanto Banjo e Kazooie buscam vencer completando os desafios, Gruntilda usa seus poderes e habilidades para tentar parar a dupla, com um gato chamado Piddles e um exército de robôs ajudando-a. O jogo termina com Gruntilda e Banjo participando de um duelo final na Spiral Mountain. Banjo e Kazooie destroem todos os veículos de Gruntilda e se preparam para lutar a pé, mas L.O.G. interrompe, declarando Banjo e Kazooie os vencedores e julgando como desnecessária uma nova luta. Depois que L.O.G. envia Gruntilda para trabalhar em sua fábrica de jogos, ele recompensa Banjo e Kazooie dando a eles as escrituras da Spiral Mountain e restaurando seus movimentos, enquanto os amigos de Banjo revelam que reconstruíram sua casa após sua destruição em Banjo-Tooie. Enquanto isso, Gruntilda declara que trazê-la para a fábrica foi um erro e jura que fará seu próprio jogo.

## Desenvolvimento
De acordo com o projetista Gregg Mayles, a ideia inicial da equipe era fazer um remake do primeiro Banjo-Kazooie para o Xbox 360, enquanto a segunda ideia era criar um jogo que envolvesse elementos de plataforma "mais tradicionais"; eles sentiram, no entanto, que o último era uma abordagem "obsoleta" e considerou que o primeiro era muito semelhante aos títulos anteriores e teria pouco impacto. Ed Bryan revelou que a terceira ideia que a equipe queria conceber era um jogo "onde você poderia construir coisas". Inicialmente, o cofundador da Rare, Tim Stamper, sugeriu que o jogo girasse em torno de um "conjunto de Lego interativo"; a equipe projetou um protótipo de sandbox que envolvia o jogador montando blocos para criar veículos. De acordo com o projetista Steve Malpass, o protótipo foi definido na primeiro fase do remake cancelado de Banjo-Kazooie, e a parte mais difícil dos estágios iniciais de projeção foi criar uma interface de usuário para que os jogadores projetassem veículos. Além disso, Mayles disse que entender como construir peças de veículos em um espaço tridimensional foi excepcionalmente difícil, e tornar os veículos jogáveis foi um "desafio colossal". Enquanto o jogo estava em fases iniciais de desenvolvimento, Mayles sugeriu uma nova direção:
| “ | [...] nosso objetivo é levar o jogo de aventura em plataforma 3D para a próxima geração e fazer algo mais do que apenas adicionar polígonos. Alguns fãs olham para trás com carinho e querem mais do mesmo, mas o Banjo do passado não tem um lugar real no mercado de amanhã no Xbox 360. O que queremos fazer é manter todos os elementos que tornaram os dois primeiros jogos tão amados, mas também tentar coisas que dêem nova vida a um gênero que infelizmente foi negligenciado por muitos anos. | ” |

O projetista Justin Cook revelou em uma entrevista com a PC Zone que o projeto até então sem título estava em fase de concepção, com toda a equipe principal do primeiro Banjo-Kazooie dando-lhe atenção em tempo integral. Durante o desenvolvimento, Mayles afirmou que queria obter um editor de jogo poderoso o suficiente para garantir que os jogadores pudessem construir "o que quisessem". Para redesenhar os personagens Banjo e Kazooie, Mayles e Bryan foram encarregados de encontrar uma maneira adequada de atualizar os dois personagens. Inicialmente, eles projetaram versões em alta resolução dos protagonistas, mas Bryan percebeu que eles não tinham "o charme" do jogo original. Mais tarde, durante o desenvolvimento, Bryan sugeriu que os personagens do jogo deveriam parecer cubóides, e assim finalizou os desenhos com bordas suaves, embora mantendo as aparências originais dos dois personagens. Pelo fato do jogo girar em torno do tema de construção, a equipe fez o possível para garantir que a estética do jogo parecesse que "tudo foi construído" com patchwork, para dar a ilusão de que "tudo foi remendado". Mayles disse que toda a dublagem dos personagens foi realizada internamente pela equipe da Rare. O principal programador de Banjo-Kazooie, Chris Sutherland, reprisou seu papel de dublar Banjo e Kazooie.

### Música
A música foi composta por Robin Beanland, Grant Kirkhope e Dave Clynick. Nuts & Bolts foi o último jogo da Rare que Kirkhope esteve envolvido. A trilha sonora é orquestrada e apresenta arranjos remasterizados de músicas existentes da série e peças inteiramente novas. A música foi executada pela Orquestra Filarmônica da Cidade de Praga. A trilha sonora do jogo foi posteriormente lançada na Amazon e iTunes pela gravadora Sumthing Else.

### Conteúdo paradownload
Um conteúdo para download (DLC) para Nuts & Bolts, intitulado "L.O.G.'s Lost Challenges", foi lançado em 7 de abril de 2009. O conteúdo é ambientado na área "Test-o-Track" da Mumbo's Motors e inclui seis novas missões com doze Jiggies adicionais para conquistar: seis deles podem ser ganhos completando missões com veículos pré-determinados e os outros seis completando missões com veículos projetados pelo jogador. Coletar todos os doze Jiggies desbloqueará o "Hero Klungo Sssavesss Teh Universsse", um conjunto de novas fases para o minijogo "Hero Klungo Sssavesss Teh World". O conteúdo também inclui sete novos tipos de modos multijogador. "L.O.G.'s Lost Challenges", assim como o próprio jogo, também está incluído na coletânea Rare Replay para o Xbox One.

## Recepção
Nuts & Bolts obteve uma recepção moderadamente positiva da crítica. Alguns membros da comunidade criticaram o jogo por não apresentar certos elementos-chave encontrados em títulos anteriores. O jogo, no entanto, acabou recebendo críticas positivas mais tarde. De acordo com a Rare, essa recepção antecipada já era "esperada". Após o seu lançamento, Nuts & Bolts recebeu comentários positivos da crítica. Ele possui uma pontuação média de 79/100 no Metacritic, com base em um total de 71 avaliações. A mecânica veicular do jogo foi recebida com ceticismo por muitos analistas. Tom Bradwell, da Eurogamer, criticou o design geral dos veículos e a falta de elementos de plataforma tradicionais como uma "injustiça", ao mesmo tempo que observou um "design de missões fraco". Ben Reeves, da Game Informer, afirmou que a estrutura de missões era uma "mochila bagunçada", afirmando que as corridas eram em grande parte repetitivas e "derivadas". Tom McShea, da GameSpot, elogiou a diversidade da estrutura de missões e o conceito de construção de veículos, afirmando que cada "problema" requer inovação e pensamento criativo. No entanto, McShea criticou os controles e a física de alguns dos veículos, adicionando dificuldade à experiência geral. Sterling McGarvey, da GameSpy, classificou a decisão da Rare de "afastar a ênfase de plataforma" e direcioná-la para a criação de veículos como "ousada", mas criticou a mecânica do jogo e a capacidade de manobra dos veículos terrestres, embora tenha notado que aviões e helicópteros eram fáceis de usar. McGarvey, além disso, criticou a capacidade de manobra dos veículos, afirmando que era, no geral, "frustrante" em como o jogo dependia de uma mecânica "desajeitada".
Brad Shoemaker, da Giant Bomb, elogiou a mecânica de direção e a construção de veículos, apesar de inicialmente ter se sentido frustrado com os controles do jogo. Shoemaker elogiou a inovação que o jogo ofereceu, afirmando que a construção de veículos e a enorme variedade de tipos de missões atrairiam todos os públicos. Um revisor da GamesRadar criticou fortemente a mecânica geral e a jogabilidade veicular, por ser "ridiculamente complicada" e inadequada para um jogo da série Banjo. O revisor da GamesRadar também criticou o "velho hábito" da Rare de "colecionar", afirmando que todos os elementos do jogo foram "montados de maneira desajeitada" e os aspectos de desbloquear novas fases eram difíceis de entender devido aos muitos itens que eram pré-exigidos. Andrew Reiner, da Game Informer, chamou o elemento de construção de veículos de "divertido", mas criticou o "hábito da Rare de forçar o jogador" a coletar grandes quantidades de itens para construir seus veículos e progredir no jogo. Um revisor da GameTrailers criticou de forma semelhante o tema veicular do jogo, citando que a física sensível e os controles contribuem para uma experiência frustrante no geral. Erik Brudvig, da IGN norte-americana, elogiou a ausência de elementos de plataforma no jogo e pediu aos fãs de Banjo-Kazooie que não "descartassem o jogo" devido à mudança de gênero. Brudvig também elogiou a mecânica de criação de veículos como "poderosa" e profunda. Matt Wales, da IGN britânica, criticou a nova direção do gênero do jogo, resumindo-a como "bagunçada". Wales afirmou que a mecânica do jogo e a construção de veículos "falham seriamente" devido à falta de "qualquer estrutura fundamentalmente envolvente" para apoiar os elementos criativos do jogo. Tom Orry da VideoGamer.com, elogiou a construção complexa de veículos e afirmou que era o aspecto mais gratificante do jogo. Chris Kohler, da Wired, criticou fortemente a mecânica, os desafios e o novo gênero do jogo, classificando a experiência geral como um "sandbox decepcionante e simplista". Kohler também acrescentou que as missões de corrida eram "enfadonhas" e frustrantes, afirmando o mesmo para a personalização de veículos. Em uma revisão retrospectiva, David Roberts da GamesRadar afirmou que Nuts & Bolts "estabeleceu as bases" para jogos futuros que giram em torno de construção, como Fallout 4 e Kerbal Space Program.
Nuts & Bolts vendeu um total de 140 mil unidades até o final de 2008 nos Estados Unidos. O jogo também alcançou o status de "Platinum Hits", o que significa que vendeu pelo menos 400 mil unidades durante seus primeiros nove meses de lançamento. Também ultrapassou 100 mil unidades no Reino Unido. Em 2010, o jogo foi incluído como um dos títulos do livro 1001 Videogames Para Jogar Antes de Morrer. Em 2019, o compositor Grant Kirkhope reconheceu a recepção polarizada de Nuts & Bolts e se manifestou, alegando que é um "bom jogo" e anterior à maioria dos outros jogos envolvendo mecânica de construção, mas também pensou que a Rare deveria ter usado novos conceitos e personagens, ao invés de simplesmente criar um novo título da série Banjo-Kazooie.